# Loma de San Rafael
Loma de San Rafael är en ort i Mexiko.   Den ligger i kommunen Ursulo Galván och delstaten Veracruz, i den sydöstra delen av landet, 290 km öster om huvudstaden Mexico City. Loma de San Rafael ligger 14 meter över havet och antalet invånare är 573.
Terrängen runt Loma de San Rafael är platt. Havet är nära Loma de San Rafael österut.  Närmaste större samhälle är Ursulo Galván, 1,8 km väster om Loma de San Rafael. 